# Madagaskarbrilvogel
De madagaskarbrilvogel (Zosterops maderaspatanus) is een zangvogel uit de familie Zosteropidae (brilvogels).

## Verspreiding en leefgebied
Deze soort komt voor op Madagaskar en nabijgelegen eilanden en telt drie ondersoorten:
- Z. m. maderaspatanus: Madagaskar en de eilandengroep de Glorieuzen (nabij noordwestelijk Madagaskar).
- Z. m. voeltzkowi: het eiland Europa (zuidwestelijk van Madagaskar).
- Z. m. menaiensis: Cosmoledo-atol en Astove (zuidwestelijke Seychellen).

Voor 2014 werden ook de aldabrabrilvogel (Z. aldabrensis), anjouanbrilvogel (Z. anjuanensis) en de mohélibrilvogel (Z. comorensis) als ondersoorten beschouwd.